# Litus cynipseus
Litus cynipseus är en stekelart som beskrevs av Alexander Henry Haliday 1833. Litus cynipseus ingår i släktet Litus och familjen dvärgsteklar. Arten är reproducerande i Sverige. Inga underarter finns listade i Catalogue of Life.